# BMW PGA錦標賽
BMW PGA錦標賽（BMW PGA Championship）是高爾夫歐洲巡迴賽的一項賽事。BMW PGA錦標賽開始於1955年，最早的名稱是英國PGA錦標賽（British PGA Championship）。賽事固定在每年五月於英格蘭瑟里的Wentworth Club西球場舉行。冠軍可以獲得這個球季的美國公開賽和之後三年的英國公開賽的出場權。

## 外部連結
- Coverage on the European Tour's official site（页面存档备份，存于）
- BMW Golfsport（页面存档备份，存于） – official BMW golf site